# Petropavlovsk-Kamčatskij
Petropávlovsk-Kamčátskij (in russo Петропа́вловск-Камча́тский?) è una città della Russia, capoluogo del territorio della Kamčatka nell'Estremo Oriente del Paese.
Sorge ai piedi del vulcano Avačinskij e si trova a 6766 km da Mosca e 2220 da Vladivostok.

## Storia
La città è stata fondata nel 1740 dall'esploratore Vitus Bering, e a quanto pare ha preso il nome dalle due navi su cui viaggiava la sua spedizione, la San Paolo e la San Pietro; da allora, la città ha prosperato come centro peschereccio. Da qualche anno ha cominciato a svilupparsi una certa industria turistica, data la varietà e l'attrattiva dei paesaggi della Kamčatka.
La città è servita da un aeroporto, quanto mai necessario dato che la città non è raggiungibile via terra dal di fuori della Kamčatka (divide questo primato con Iquitos in Perù); oltre all'aereo, un altro mezzo di comunicazione in queste lande è rappresentato dal battello.

## Società

### Evoluzione demografica
Analogamente a quasi tutte le località russe delle zone "marginali", il collasso del sistema sovietico ha portato ad una brusca riduzione della popolazione residente, derivante sia dalla pesante crisi della natalità che da una certa emigrazione.

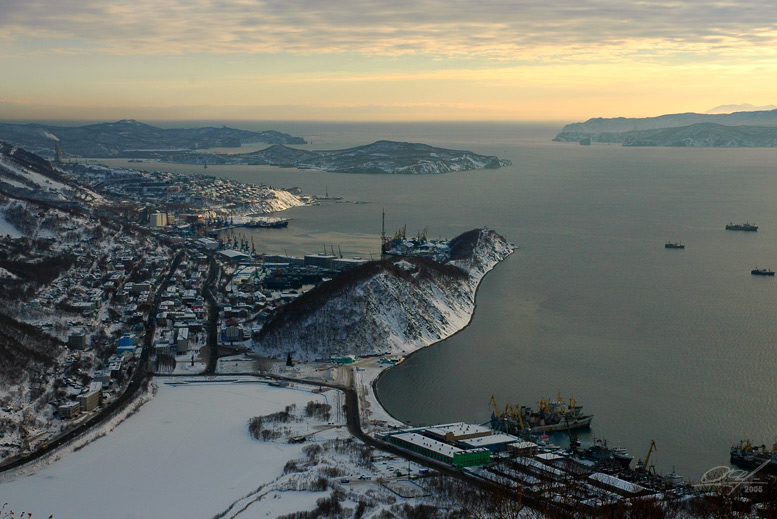
Veduta della città in inverno

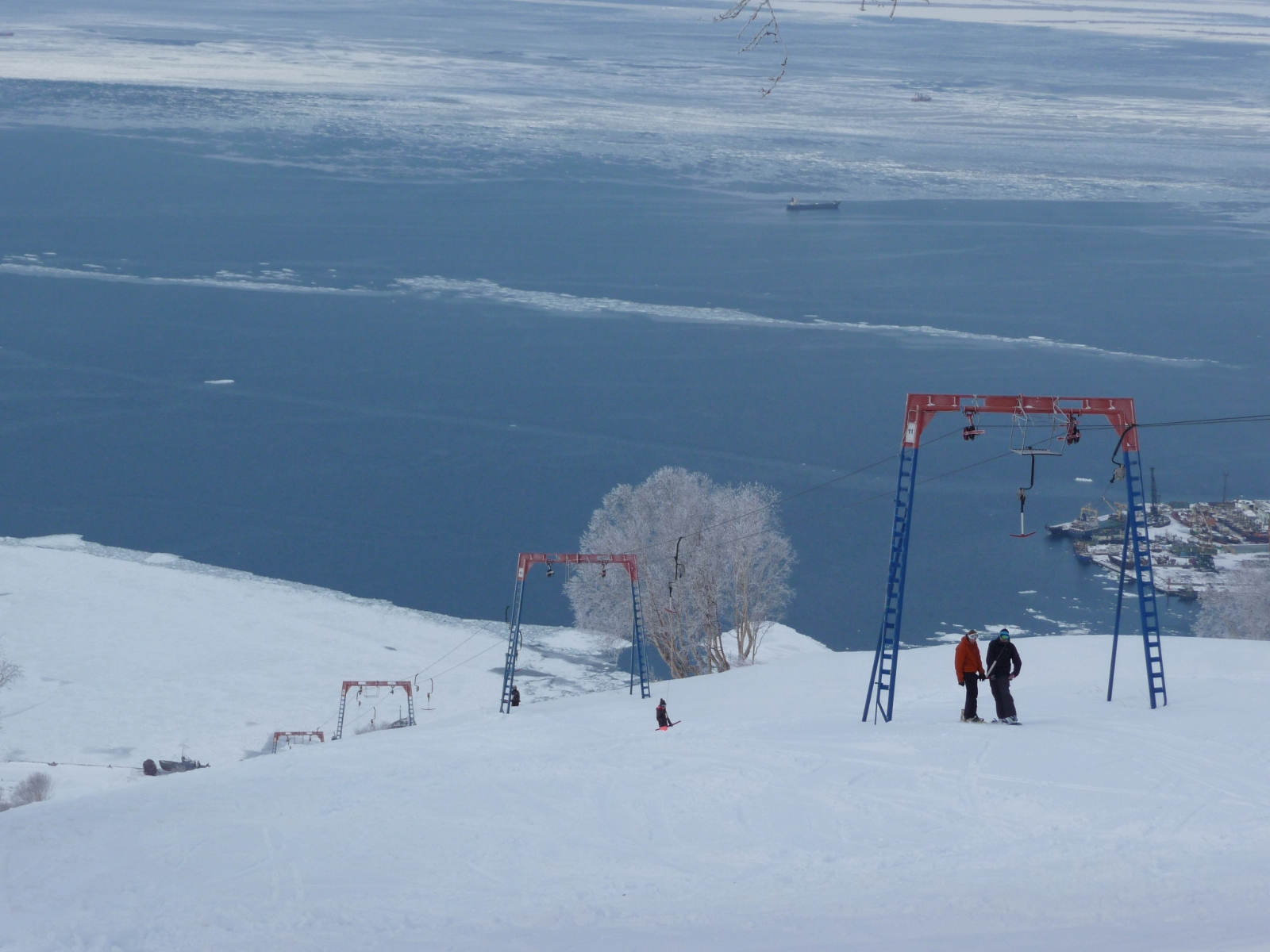
Impianto sciistico sul mare posto al di sopra della città

| 1897    | 1926    | 1939    | 1959    | 1970    |
| ------- | ------- | ------- | ------- | ------- |
| 400     | 17 000  | 35 400  | 86 000  | 154 000 |
| 1979    | 1989    | 1992    | 2002    | 2019    |
| 215 000 | 268 747 | 272 600 | 198 028 | 181 181 |

## Geografia fisica

### Territorio
La città sorge lungo la costa dell'Oceano Pacifico, sulla baia dell'Avača, in una zona pianeggiante circondata da rilievi collinari e in vista del vulcano Korjakskij. La città si trova a circa 2.200 chilometri di distanza (verso nordest) da Vladivostok e quasi 6.800 da Mosca.

### Clima
Il clima è di tipo boreale, più specificatamente boreale delle foreste (Köppen Dfc).
| Petropavlovsk-Kamčatskij (1991-2020) Fonte: | Mesi         | Mesi         | Mesi         | Mesi         | Mesi        | Mesi        | Mesi        | Mesi        | Mesi        | Mesi        | Mesi         | Mesi         | Stagioni | Stagioni | Stagioni | Stagioni | Anno  |
| Petropavlovsk-Kamčatskij (1991-2020) Fonte: | Gen          | Feb          | Mar          | Apr          | Mag         | Giu         | Lug         | Ago         | Set         | Ott         | Nov          | Dic          | Inv      | Pri      | Est      | Aut      | Anno  |
| ------------------------------------------- | ------------ | ------------ | ------------ | ------------ | ----------- | ----------- | ----------- | ----------- | ----------- | ----------- | ------------ | ------------ | -------- | -------- | -------- | -------- | ----- |
| T. max. media (°C)                          | −4,0         | −3,4         | −0,3         | 3,6          | 8,6         | 13,7        | 17,0        | 17,5        | 14,7        | 8,5         | 1,8          | −2,6         | −3,3     | 4,0      | 16,1     | 8,3      | 6,3   |
| T. media (°C)                               | −6,5         | −6,1         | −3,4         | 0,4          | 4,8         | 9,5         | 13,0        | 13,7        | 10,7        | 5,5         | −0,6         | −5,0         | −5,9     | 0,6      | 12,1     | 5,2      | 3,0   |
| T. min. media (°C)                          | −8,9         | −8,6         | −5,9         | −1,9         | 2,1         | 6,6         | 10,4        | 11,1        | 7,9         | 3,0         | −2,7         | −7,1         | −8,2     | −1,9     | 9,4      | 2,7      | 0,5   |
| T. max. assoluta (°C)                       | 5,2 (1969)   | 6,2 (1994)   | 8,5 (2020)   | 18,8 (1982)  | 20,6 (1914) | 26,9 (2013) | 30,0 (2012) | 27,7 (2013) | 24,4 (1954) | 19,4 (1956) | 12,6 (1909)  | 10,5 (1910)  | 10,5     | 20,6     | 30,0     | 24,4     | 30,0  |
| T. min. assoluta (°C)                       | −28,6 (1916) | −31,7 (1917) | −24,8 (1902) | −14,8 (1901) | −6,3 (1995) | −1,5 (1913) | 2,5 (1922)  | 4,4 (1908)  | −1,1 (1950) | −7,5 (1911) | −16,5 (1937) | −26,0 (1912) | −31,7    | −24,8    | −1,5     | −16,5    | −31,7 |
| Nuvolosità (okta al giorno)                 | 6,4          | 6,6          | 6,5          | 6,9          | 7,6         | 7,6         | 7,9         | 7,6         | 6,6         | 6,4         | 6,1          | 6,2          | 6,4      | 7,0      | 7,7      | 6,4      | 6,9   |
| Precipitazioni (mm)                         | 110          | 75           | 103          | 88           | 58          | 57          | 66          | 91          | 105         | 154         | 156          | 115          | 300      | 249      | 214      | 415      | 1 178 |
| Giorni di pioggia                           | 1            | 0,4          | 1,0          | 3,0          | 13,0        | 15,0        | 17,0        | 17,0        | 17,0        | 17,0        | 6,0          | 1,0          | 2,4      | 17,0     | 49,0     | 40,0     | 108,4 |
| Nevicate (cm)                               | 79           | 104          | 117          | 103          | 22          | 0           | 0           | 0           | 0           | 0           | 8            | 39           | 222      | 242      | 0        | 8        | 472   |
| Giorni di neve                              | 18           | 18           | 18           | 17           | 7           | 0,1         | 0,0         | 0,0         | 0,03        | 3,0         | 15,0         | 17,0         | 53,0     | 42,0     | 0,1      | 18,0     | 113,1 |
| Giorni di nebbia                            | 1            | 1            | 1            | 5            | 10          | 13          | 17          | 14          | 9           | 4           | 2            | 3            | 5        | 16       | 44       | 15       | 80    |
| Umidità relativa media (%)                  | 71           | 68           | 68           | 72           | 75          | 79          | 84          | 83          | 79          | 74          | 70           | 71           | 70       | 71,7     | 82       | 74,3     | 74,5  |
| Vento (direzione-m/s)                       | N 4,9        | N 5,1        | N 4,9        | N 4,2        | SE 3,5      | SE 3,1      | SE 2,8      | SE 3,0      | N 3,6       | N 4,7       | N 5,5        | N 5,0        | 5,0      | 4,2      | 3,0      | 4,6      | 4,2   |

## Amministrazione

### Gemellaggi
- Unalaska, dal 1990
- Kushiro, dal 1998
- Sebastopoli, dal 2009

## Galleria d'immagini

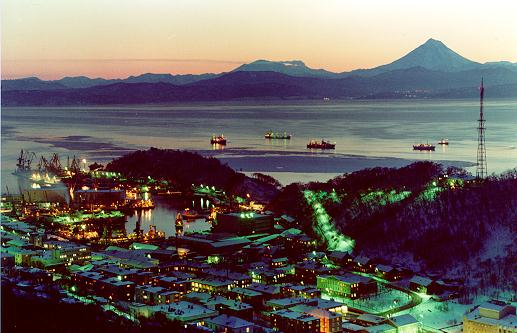
Panorama al tramonto
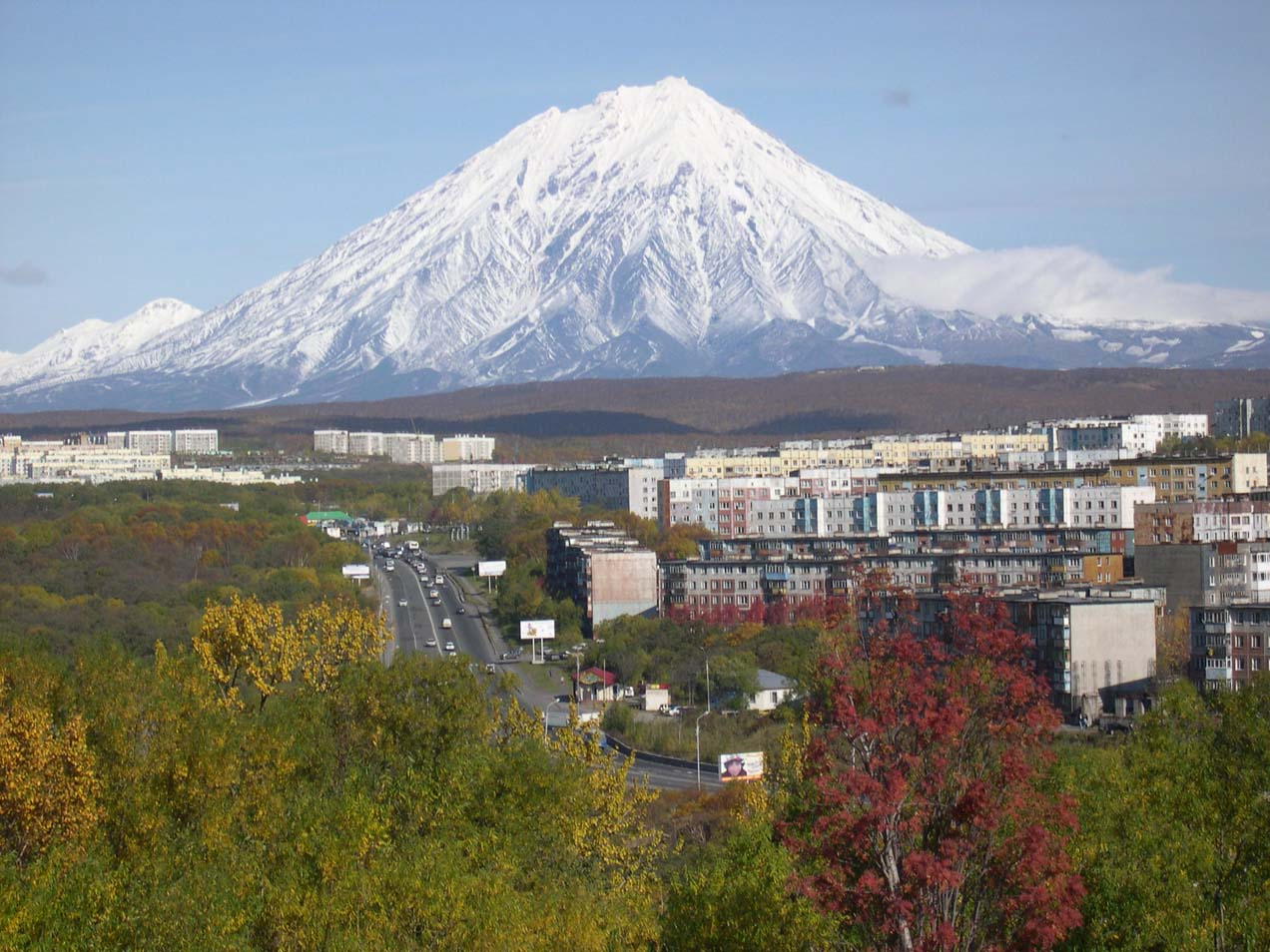
Istantanea autunnale
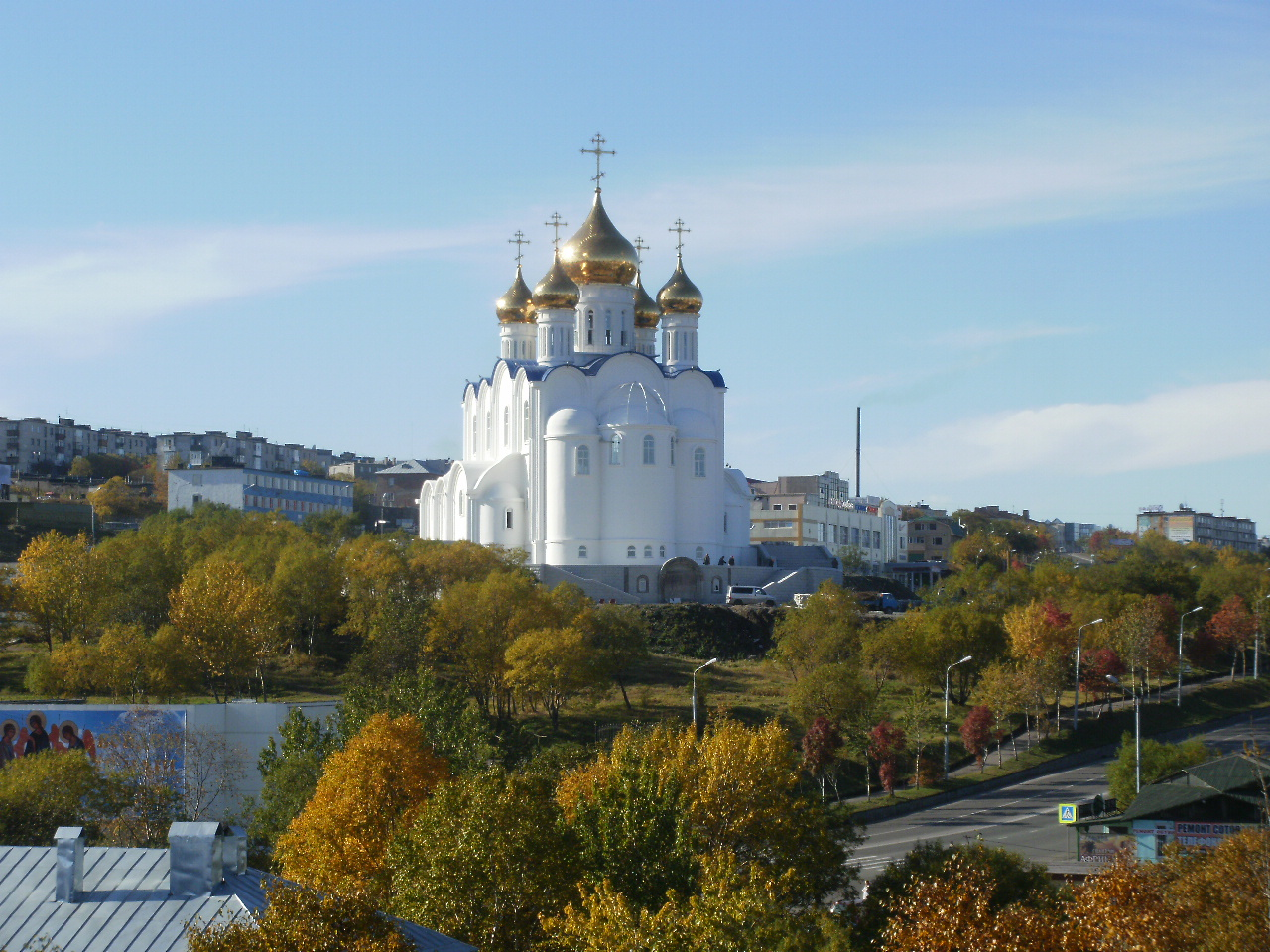
Cattedrale della Santissima Trinità
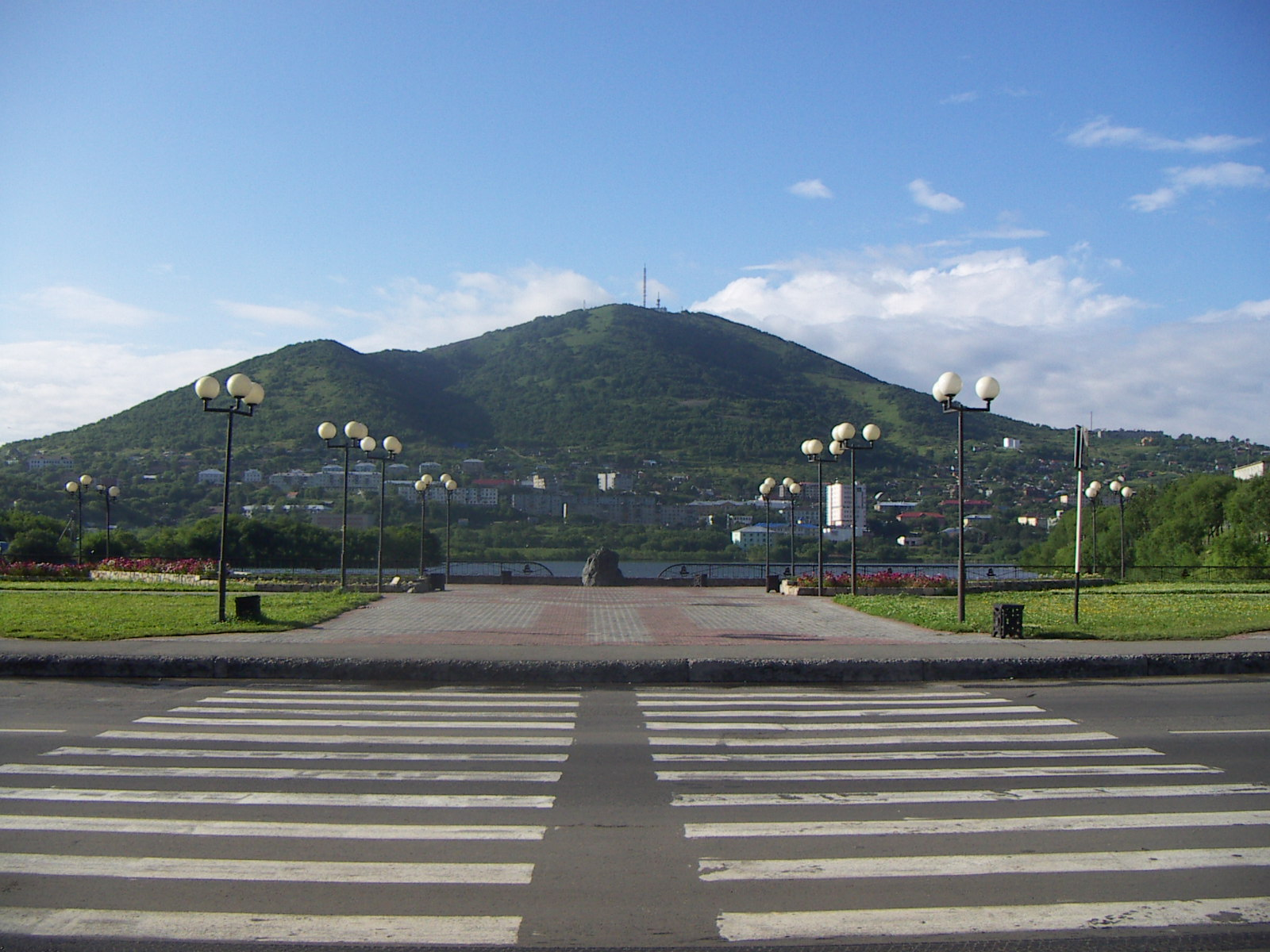
Viale centrale della città
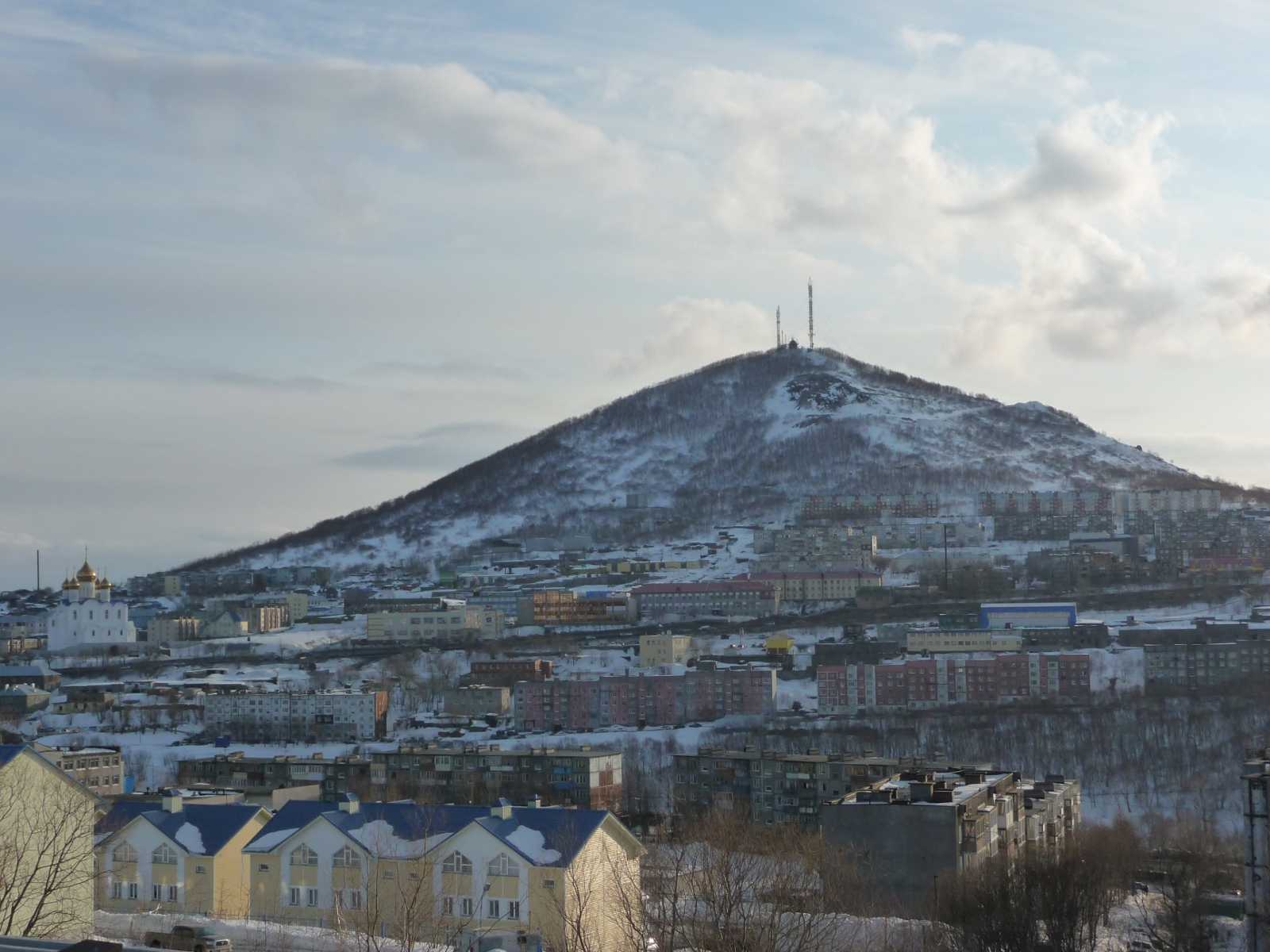
La città in inverno